# Nowe Brynki
Nowe Brynki (Duits: Neu Brünken) is een plaats in het Poolse district  Gryfiński, woiwodschap West-Pommeren. De plaats maakt deel uit van de gemeente Gryfino en telt 90 inwoners.